# Паскал Калиманов
Паскал Николов Калиманов, наричан Добролитски, Добролищки или Добролишки, (на гръцки: Πασχάλη Νικόλωφ) е български революционер, един от ръководителите на Централния македонобългарски комитет, а по-късно комунистически партизанин, в годините на Втората световна война.

## Биография
Паскал Калиманов е роден в костурското село Добролища в семейството на войводата Никола Добролитски. Негови братя са комунистът Митре Калиманов и Щерьо Калиманов.
След началото на окупацията на Гърция Паскал Калиманов създава чета за самозащита от 180 души от селата Добролища, Дреничево, Гръче и Радигоже. На 5 март 1943 година Добролища е нападнато от гръцки андарти, чиято цел е да убият Паскал Калиманов, но той забягва в Костур. Там заедно с Пандо Макриев, Кузо Добролитски, Никола Добролитски и Лука Дамянов влиза в ръководството на Централния македонобългарски комитет и правят опит да получат оръжие от българската войска в Битоля. Паскал Калиманов, Паскал Янакиев от Маняк и Костадин Иванов заминават за София, където се срещат с Богдан Филов, показват му знаме на българската чета от Илинденското въстание и настояват за спешна морална и материална подкрепа на комитета. В столицата провеждат още срещи и продължават да пропагандират дейността на комитета.
Към 9 април е подвойвода на хрупищкия отряд на Македонобългарския комитет с войвода Никола Шестоваров, а след това самостоятелен с около 100 души чета. През юли 1943 година Паскал Калиманов се присъединява към комунистическите партизани заедно с 16 негови другари, след което участва във формирането на Славяномакедонския народоосвободителен фронт.
След 1944 година Паскал заедно с брат си Митре емигрира в Скопие. Там е задържан и разпитван от УДБа, а в края на 40-те е изселен или затворен. 
Негова дъщеря е северномакедонската политичка Ягнула Куновска.
Паскал Калиманов е герой в романа на Стоян Кочов „Наказание без вина“ (Казна без вина, 2001).